# ワールドレディスチャンピオンシップ
ワールドレディスチャンピオンシップ サロンパスカップは、毎年5月第1週若しくは第2週にかけて開催されている日本の女子プロゴルフトーナメントである。

## 概説
1973年に日本テレビが開局20年記念としてワールドレディスゴルフトーナメントとして提唱し、日本と世界のトップ女子プロが戦うゴルフトーナメントとして創設した。
2008年までは東京都稲城市にある東京よみうりカントリークラブで開催されていたが、2009年からは茨城県つくばみらい市にある茨城ゴルフ倶楽部に舞台を移して開催されることになった。2022年現在、賞金総額1億2000万円、優勝賞金2400万円。また優勝者には翌年から3年間のシード権が与えられる。前回大会の優勝者には次回大会への参加が義務付けられ、違反した場合は罰金100万円を支払わなければならない。
2008年より日本女子プロゴルフ協会のツアー競技で最高位に当たる「公式戦」に昇格した。毎年11月末に行われているJLPGAツアーチャンピオンシップ・リコーカップとともに、会場固定大会となっている。
2019年以降の放映権を巡り日本テレビ及びツアーを主催する系列局との交渉が決裂。2018年12月のツアースケジュール発表の場で本大会の名称を『JLPGAウィメンズチャンピオンシップ』として会場未定のまま開催すると発表されたが、2019年1月25日に従来の大会名のまま施行されることが決定し、また久光製薬の特別協賛も引き続き継続されることになった。

## 歴史
- 1973年：第1回大会開催。
- 1985年：コニカの創業者小西六にちなみ小西六杯として開催（1987年からコニカカップとなる。1993年はノースポンサー）。
- 1988年：4日間大会となる。
- 1994年：グンゼが冠協賛でグンゼカップに変更。
- 2000年：ニチレイが冠協賛でニチレイカップに変更。
- 2005年：久光製薬が特別協賛となり、名称も「サロンパス・ワールドレディスゴルフトーナメント」に変更。
- 2008年：大会名称を「ワールドレディスチャンピオンシップ サロンパスカップ」に変更。同時にJLPGA公式戦に昇格。
- 2009年：大会会場を、茨城県つくばみらい市の茨城ゴルフ倶楽部に変更。
- 2020年：新型コロナウイルス感染拡大のため中止[6]。

## 出場資格
出場選手は最大120名に設定している。
- 歴代優勝者
- 日本女子プロゴルフ選手権、JLPGAツアーチャンピオンシップ、日本女子オープンゴルフ選手権競技の過去3年の歴代優勝者
- 前年度メルセデスランク上位50名+51位〜55位までの選手
- 前年度の当大会翌週から今年度の前週までの日本女子プロゴルフ協会（JLPGA）トーナメント競技優勝者
- 前年度JLPGAステップ・アップ・ツアー終了時点のステップ賞金ランキング上位2位までの者
- 前年度日本女子アマチュアゴルフ選手権優勝者
- 前年度全米女子アマチュアゴルフ選手権優勝者
- 前年度韓国選手権優勝者
- 大会主催&開催コース所属者
- 永久シード権取得者
- 当大会の最終予選会の通過者
- JLPGAが特別に承認した選手

## 歴代優勝者
JLPGAトーナメント大会
| 回数   | 開催期間               | 優勝者                     | 開催地 | 開催ゴルフコース             |
| ------ | ---------------------- | -------------------------- | ------ | ---------------------------- |
| 第1回  | 1973年4月6日 - 8日     | 樋口久子                   | 東京都 | 東京よみうりカントリークラブ |
| 第2回  | 1974年3月30日 - 4月3日 | 樋口久子                   | 東京都 | 東京よみうりカントリークラブ |
| 第3回  | 1975年4月4日 - 6日     | ジェーン・ブラロック       | 東京都 | 東京よみうりカントリークラブ |
| 第4回  | 1976年4月9日 - 11日    | ジェーン・ブラロック       | 東京都 | 東京よみうりカントリークラブ |
| 第5回  | 1977年4月8日 - 10日    | 岡本綾子                   | 東京都 | 東京よみうりカントリークラブ |
| 第6回  | 1978年4月14日 - 16日   | 森口祐子                   | 東京都 | 東京よみうりカントリークラブ |
| 第7回  | 1979年4月13日 - 15日   | ベス・ダニエル             | 東京都 | 東京よみうりカントリークラブ |
| 第8回  | 1980年4月11日 - 13日   | 佐々木マサ子               | 東京都 | 東京よみうりカントリークラブ |
| 第9回  | 1981年5月15日 - 17日   | ジャン・スティーブンソン   | 東京都 | 東京よみうりカントリークラブ |
| 第10回 | 1982年5月14日 - 16日   | 涂阿玉                     | 東京都 | 東京よみうりカントリークラブ |
| 第11回 | 1983年5月13日 - 15日   | 池渕富子                   | 東京都 | 東京よみうりカントリークラブ |
| 第12回 | 1984年5月11日 - 13日   | 蔡麗香                     | 東京都 | 東京よみうりカントリークラブ |
| 第13回 | 1985年5月10日 - 12日   | 涂阿玉                     | 東京都 | 東京よみうりカントリークラブ |
| 第14回 | 1986年5月11日 - 13日   | 陳麗英                     | 東京都 | 東京よみうりカントリークラブ |
| 第15回 | 1987年5月8日 - 10日    | 岡本綾子                   | 東京都 | 東京よみうりカントリークラブ |
| 第16回 | 1988年5月5日 - 8日     | 生駒佳与子                 | 東京都 | 東京よみうりカントリークラブ |
| 第17回 | 1989年5月4日 - 7日     | 谷福美                     | 東京都 | 東京よみうりカントリークラブ |
| 第18回 | 1990年5月3日 - 6日     | ベス・ダニエル             | 東京都 | 東京よみうりカントリークラブ |
| 第19回 | 1991年5月9日 - 12日    | ベス・ダニエル             | 東京都 | 東京よみうりカントリークラブ |
| 第20回 | 1992年5月7日 - 10日    | 森口祐子                   | 東京都 | 東京よみうりカントリークラブ |
| 第21回 | 1993年5月6日 - 9日     | 平瀬真由美                 | 東京都 | 東京よみうりカントリークラブ |
| 第22回 | 1994年5月5日 - 8日     | 元載淑（ウォン・ジェスク） | 東京都 | 東京よみうりカントリークラブ |
| 第23回 | 1995年5月4日 - 7日     | 肥後かおり                 | 東京都 | 東京よみうりカントリークラブ |
| 第24回 | 1996年5月2日 - 5日     | 芳賀ゆきよ                 | 東京都 | 東京よみうりカントリークラブ |
| 第25回 | 1997年5月8日 - 11日    | 曽秀鳳                     | 東京都 | 東京よみうりカントリークラブ |
| 第26回 | 1998年5月7日 - 10日    | リサロッテ・ノイマン       | 東京都 | 東京よみうりカントリークラブ |
| 第27回 | 1999年5月6日 - 9日     | 井上葉香                   | 東京都 | 東京よみうりカントリークラブ |
| 第28回 | 2000年5月4日 - 7日     | カリー・ウェブ             | 東京都 | 東京よみうりカントリークラブ |
| 第29回 | 2001年5月3日 - 6日     | カリー・ウェブ             | 東京都 | 東京よみうりカントリークラブ |
| 第30回 | 2002年5月9日 - 12日    | 不動裕理                   | 東京都 | 東京よみうりカントリークラブ |
| 第31回 | 2003年5月8日 - 11日    | アニカ・ソレンスタム       | 東京都 | 東京よみうりカントリークラブ |
| 第32回 | 2004年5月6日 - 9日     | 北田瑠衣                   | 東京都 | 東京よみうりカントリークラブ |
| 第33回 | 2005年5月5日 - 8日     | 不動裕理                   | 東京都 | 東京よみうりカントリークラブ |
| 第34回 | 2006年5月4日 - 7日     | 大山志保                   | 東京都 | 東京よみうりカントリークラブ |
| 第35回 | 2007年5月3日 - 6日     | 全美貞                     | 東京都 | 東京よみうりカントリークラブ |

### JLPGA公式戦昇格後
| 回数   | 開催期間            | 優勝者               | 開催地 | 開催ゴルフコース             |
| ------ | ------------------- | -------------------- | ------ | ---------------------------- |
| 第36回 | 2008年5月8日 - 11日 | 福嶋晃子             | 東京都 | 東京よみうりカントリークラブ |
| 第37回 | 2009年5月7日 - 10日 | 諸見里しのぶ         | 茨城県 | 茨城ゴルフ倶楽部・西コース   |
| 第38回 | 2010年5月6日 - 9日  | モーガン・プレッセル | 茨城県 | 茨城ゴルフ倶楽部・西コース   |
| 第39回 | 2011年5月5日 - 8日  | アン・ソンジュ       | 茨城県 | 茨城ゴルフ倶楽部・西コース   |
| 第40回 | 2012年5月3日 - 6日  | アン・ソンジュ       | 茨城県 | 茨城ゴルフ倶楽部・西コース   |
| 第41回 | 2013年5月9日 - 12日 | 茂木宏美             | 茨城県 | 茨城ゴルフ倶楽部・西コース   |
| 第42回 | 2014年5月8日 - 11日 | 成田美寿々           | 茨城県 | 茨城ゴルフ倶楽部・西コース   |
| 第43回 | 2015年5月7日 - 10日 | 田仁智               | 茨城県 | 茨城GC・東C                  |
| 第44回 | 2016年5月5日 - 8日  | レクシー・トンプソン | 茨城県 | 茨城GC・東C                  |
| 第45回 | 2017年5月4日 - 7日  | キム・ハヌル         | 茨城県 | 茨城GC・西C                  |
| 第46回 | 2018年5月3日 - 6日  | 申智愛               | 茨城県 | 茨城GC・西C                  |
| 第47回 | 2019年5月9日 - 12日 | 渋野日向子           | 茨城県 | 茨城GC・東C                  |
| 中止   | 2020年              |                      | 茨城県 | 茨城GC・東C                  |
| 第48回 | 2021年5月6日 - 9日  | 西村優菜             | 茨城県 | 茨城GC・東C                  |
| 第49回 | 2022年5月5日 - 8日  | 山下美夢有           | 茨城県 | 茨城GC・西C                  |
| 第50回 | 2023年5月4日 - 7日  | 吉田優利             | 茨城県 | 茨城GC・西C                  |
| 第51回 | 2024年5月2日 - 5日  | 李曉松(a)            | 茨城県 | 茨城GC・東C                  |
| 第52回 | 2025年5月8日 - 11日 | 申ジエ               | 茨城県 | 茨城GC・東C                  |

## テレビ放送
- 2024年の場合は全4日間、CS放送の日テレジータス及び日テレNEWS24にてライブ中継を実施。また土曜及び日曜の決勝ラウンド2日間は日本テレビ系地上波にてライブ中継を実施した[16]。なお、最終日の地上波中継は当初の放送時間枠の後に競輪番組『坂上忍の勝たせてあげたいTV』（日本選手権競輪優勝戦中継）が組まれていた影響もあって途中で放送を打ち切る形になったため、優勝者決定を伝えることが出来なかった。